# TRF (음악 그룹)
TRF(티알에프, TK Rave Factory)는 일본의 팝/댄스 음악 그룹이다. DJ 코오와 보컬 유키, 댄서 치하루, 에츠, 샘으로 구성되어 있다.